# 马华灵
马华灵（1982年—），中国自由派公共知识分子、思想史学者、书评人。

## 生平
生于中国浙江省临海市。大学本科期间，曾参与民间刊物《中间》杂志的创办。后杂志被有关部门以“非法出版物”的名义予以查封。所有杂志都被没收，部分编辑也涉嫌违反了中华人民共和国刑法第二百九十三条之寻衅滋事罪。2005年，获中南财经政法大学法学学士学位。
2010年，获华东师范大学历史学硕士学位，师从刘擎、许纪霖。2016年，获复旦大学政治学博士学位。曾任哈佛大学费正清中心访问学者、哥伦比亚大学历史系访问学者、华东师范大学思勉人文高等研究院青年研究员，现任华东师范大学历史学系副教授。
他的研究专注于以赛亚·伯林与列奥·施特劳斯之间的思想争论。

## 轶事
曾经活跃于豆瓣，网名“大清国的猫托邦”，因“发布时政类违法有害信息”，已永久禁言。

## 作品
- 《反自由的自由：伯林与施特劳斯的思想纷争》，台北：联经出版公司，2019年
- 《分裂的美国》，与其妻顾霄容合译，上海：上海人民出版社，2022年
- 《公共知识分子的重新言说》，载《法律与伦理》2020年01期
- 《身份自由主义的困境》，载《探索与争鸣》2020年02期
- 《伯林致雅法书信——从伯林的未刊书信说起》，载《读书》2017年第3期